# Irina Sloetskaja
Irina Edoeardovna Sloetskaja (Russisch: Ири́на Эдуа́рдовна Слу́цкая) (Moskou, 9 februari 1979) is een voormalige Russisch kunstschaatsster.
Sloetskaja was actief als individuele kunstschaatsster en werd gecoacht door Zjanna Gromova.
In 1994 werd ze derde op het WK Kunstrijden bij de junioren en in 1995 werd ze wereldkampioene bij de junioren. In 1996 werd Sloetskaja de eerste Russische Europees kampioene en verdedigde ze deze titel in 1997, ook in de jaren 2000, 2001, 2003, 2005 en 2006 werd ze Europees kampioene en daarmee de eerste vrouw die zeven Europese titels veroverde. In 2002 en 2005 werd ze wereldkampioene bij senioren. Ze was ook de eerste Russische kunstschaatsster die een zilveren medaille wist te winnen op de Olympische Winterspelen (in 1984 had alleen Kira Ivanova een bronzen medaille bij de vrouwen behaald voor toen nog de Sovjet-Unie), ze deed dit op de Spelen van 2002 en op de Spelen van 2006 voegde ze daar nog een bronzen medaille aan toe. Sloetskaja gebruikte als allereerste de dubbele Biellmann-pirouette, door middel van het overstappen op de andere voet.
Op 10 April 2007 maakte zij bekend te stoppen met de wedstrijdsport.
| records             | punten | datum      | toernooi           |
| ------------------- | ------ | ---------- | ------------------ |
| Hoogste totaalscore | 198.06 | 26-11-2005 | Cup of Russia 2005 |
| Hoogste korte kür   | 70.22  | 03-11-2005 | Cup of China 2005  |
| Hoogste lange kür   | 130.48 | 26-11-2005 | Cup of Russia 2005 |

## Belangrijke resultaten
| Kampioenschap           | 92/93 | 93/94 | 94/95 | 95/96  | 96/97 | 97/98  | 98/99 | 99/00  | 00/01  | 01/02  | 02/03  | 03/04 | 04/05 | 05/06 |
| ----------------------- | ----- | ----- | ----- | ------ | ----- | ------ | ----- | ------ | ------ | ------ | ------ | ----- | ----- | ----- |
| Olympische Spelen       |       |       |       |        |       | 5e     |       |        |        | Zilver |        |       |       | Brons |
| Wereldkampioenschap     |       |       | 7e    | Brons  | 4e    | Zilver |       | Zilver | Zilver | Goud   | tzt    | 9e    | Goud  | tzt   |
| Europees kampioenschap  |       |       | 5e    | Goud   | Goud  | Zilver |       | Goud   | Goud   | Zilver | Goud   | tzt   | Goud  | Goud  |
| WK junioren             | 8e    | Brons | Goud  |        |       |        |       |        |        |        |        |       |       |       |
| Nationaal kampioenschap |       | Brons | Brons | Zilver | Brons | 4e     | 4e    | Goud   | Goud   | Goud   | Zilver | tzt   | Goud  |       |
| NK junioren             |       | Goud  |       |        |       |        |       |        |        |        |        |       |       |       |